# Assaf Tzur
Assaf Tzur (in ebraico אסף צור‎?; Petah Tiqwa, 28 agosto 1998) è un calciatore israeliano, portiere dell'Hapoel Tel Aviv.

## Carriera

### Club
Ha giocato nella massima serie dei campionati israeliano e cipriota.

## Palmarès

### Club

#### Competizioni nazionali
- Coppa di Cipro: 1

Anorthōsis: 2020-2021